# 垂直

圖一　直线AB与直线CD垂直，因为它们相交所构成的两个角（分别以橙色和蓝色表示）相等。

垂直是一个几何术语。在平面几何中，如果一条直线与另一条直线相交，且它们构成的任意相邻两个角相等，那么这两条直线相互垂直。术语“垂直”（符號：⊥）衍生一个形容词（垂直）或者名词（垂线）。因此，根据圖一，直线AB通过B点与直线CD相互垂直。像图一这样，如果一条直线与另一条直线垂直，那么它们构成的两个角称为直角，或者90°角。
垂足指两条互相垂直的线相交的点。
垂直的概念对线段和射线也通用，只需看一者所在的直线是否与另一者所在的直线垂直就可以了。如图一中，线段AB和线段CD相互垂直。甚至线段AB的一端不一定要在线段CD上（即可定向伸缩），它们仍被认为是垂直的。
空间几何中，有直线与直线、直线与平面、平面与平面之间的垂直关系。垂直可以看做是欧几里得空间（或内积空间）中的正交关系在二维和三维空间中的特例。

## 解析几何中的垂直
在笛卡儿坐标系中，两条被如下等式所表示的直线{\displaystyle L}和{\displaystyle M}
{\displaystyle ({\mathcal {D}}_{1}):y=ax+b}
{\displaystyle ({\mathcal {D}}_{2}):y=cx+d}
那么垂直的情况有两种：
1. 只要没有一条是竖直（斜率=∞）的，那么{\displaystyle a}和{\displaystyle c}就是这两条直线的斜率。当且仅当直线{\displaystyle ({\mathcal {D}}_{1})}和{\displaystyle ({\mathcal {D}}_{2})}的斜率的积为-1时，即{\displaystyle ac=-1}时，这两条直线在这个平面垂直。
2. 除此之外，若有一条直线是竖直的，那么另一条直线与它垂直当且仅当其斜率为0。

如果两条直线的表达式为：
{\displaystyle ({\mathcal {D}}_{1}):a_{1}x+b_{1}y+c_{1}=0}
{\displaystyle ({\mathcal {D}}_{2}):a_{2}x+b_{2}y+c_{2}=0}
那么只有一种情况：两条直线在这个平面相互垂直当且仅当{\displaystyle a_{1}a_{2}+b_{1}b_{2}=0}
假如用{\displaystyle V_{1}=(a_{1},b_{1})}和{\displaystyle V_{2}=(a_{2},b_{2})}来表示两条直线的方向向量，那么上面垂直的充分必要条件就是两个方向向量正交的充分必要条件。这说明了垂直实际上是正交关系（在二维和三维空间）的一个特例。

## 空间几何中的垂直
三维空间中不仅有直线与直线的垂直，也有直线与平面、平面与平面的垂直。
- 直线与直线的垂直：在三维空间中，判断两条直线之间的垂直关系比在平面上要困难。过其中一条直线作平行于另一条直线的平面，将另一条直线投影到这个平面上。如果这个投影与第一条直线垂直，那么就说两条直线垂直。

- 直线与平面的垂直：一条直线与一个平面垂直当且仅当它与平面中的每一条直线都垂直。一个等价的说法是两者垂直当且仅当直线平行于平面的法向量。

- 平面与平面的垂直：两个平面相互垂直当且仅当它们的法向量相互垂直。一个更几何的方法是看两个平面的交线（如果没有说明两平面平行）。选择一个平面，过两平面交线上的一点作一条垂直于交线并在平面中的直线，如果这条直线与另一个平面垂直，那么两平面垂直。

## 垂线的作图

圖二　过点P与直线AB相互垂直的构造过程

用尺规作一条过点P与直线AB相互垂直的直线，过程如下（见圖二）：
- 步骤一（红色）：以点P为圆心作一个圆交直线AB于点A'和B'，点A'和B'与点P等距。
- 步骤二（绿色）：以点A'和B'为圆心，以PA'和PB'为半径作圆。令两圆的另一交点为Q。
- 步骤三（蓝色）：连接PQ以作出所求垂线。

为证明直线PQ与直线AB垂直，使用三角形SSS全等定理证明三角形QPA'和QPB'全等以求得三角形OPA'和OPB'也全等。然后使用三角形SAS全等定理证明角POA和POB相等。

## 参看
- 平行
- 投影
- 正交